# دهستان مه‌ولات شمالی
مه‌ولات شمالی، دهستانی از توابع بخش شادمهر شهرستان مه‌ولات در استان خراسان رضوی ایران است.
مرکز آن روستای دوغ آباد است.

## جمعیت
براساس سرشماری سال ۱۳۸۵جمعیت آن ۴۴۲۴نفر (۱۲۱۴ خانوار) بوده است.